# Mühlkanal Weber-Mühle
Der Mühlkanal Weber-Mühle ist ein etwas unter einem Kilometer langer Mühlkanal rechts der Tauber beim Dorf Distelhausen der Stadt Tauberbischofsheim im Main-Tauber-Kreis im nördlichen Baden-Württemberg.

## Geographie

### Verlauf

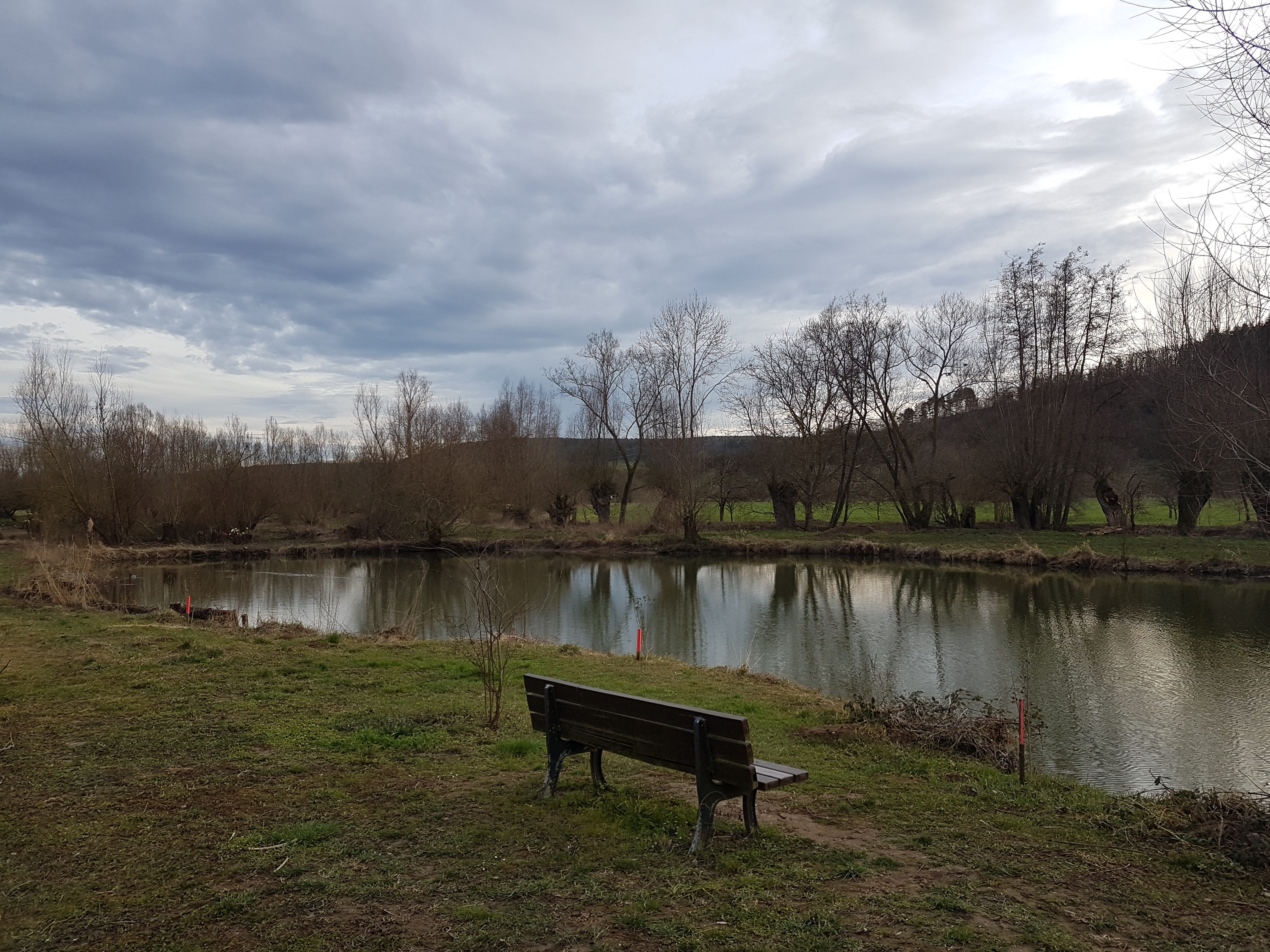
Einer von zwei Teichen am Mühlkanal

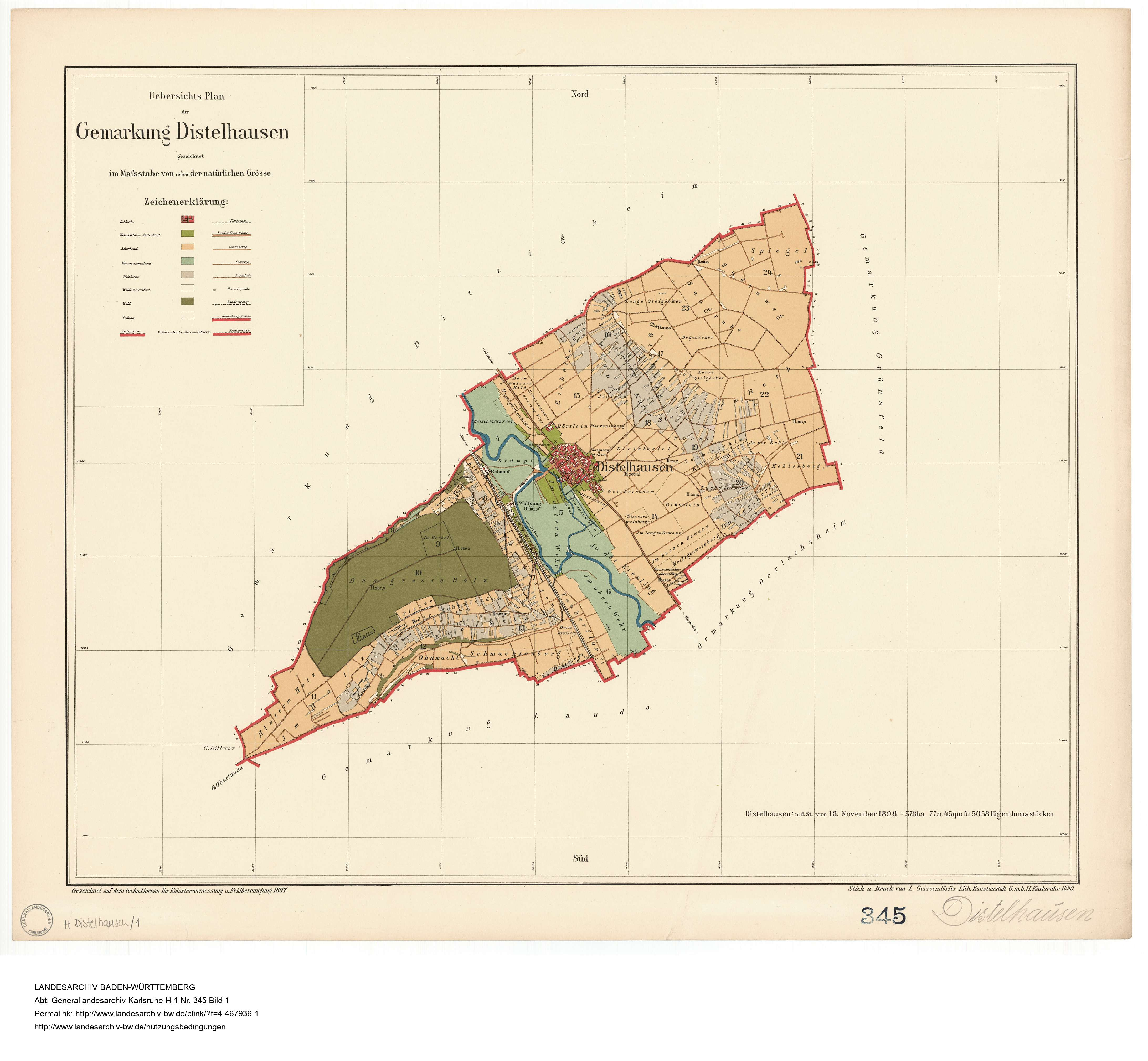
Der Mühlkanal auf einem Gemarkungsübersichtsblatt von Distelhausen um 1899; die beiden heute im Gewann Brunnenwiesen bestehenden Teiche waren damals noch nicht angelegt.

Der Mühlkanal Weber-Mühle geht etwa 300 Meter westlich der südlichsten Häuser von Distelhausen in der Mitte des Flusstals auf 181,4 m ü. NHN in Fortsetzung der Zuflussrichtung der Tauber von dieser ab, während das Restwasser der Tauber dort über ein mehr als 40 Meter langes Streichwehr nach links fällt und der Fluss danach zunächst südwestwärts zum linken Hangfuß des Tales zieht. Der Mühlkanal dagegen wendet sich nach rechts zum anderen Hangfuß, über dem neuere Siedlungsteile von Distelhausen stehen. Linksseits an den Kanal grenzt die Insel des etwa 15 ha großen Unteren Wehrs, während rechtsseits noch vor dem Ortsrand von Distelhausen die Brunnenwiesen liegen, aus denen ein Quellabfluss den Kanal speist und weiter abwärts heute zwei zusammen etwa 0,3 ha große Teiche liegen. Nachdem der Kanal die Weber-Mühle passiert hat, wo sein Durchfluss heute verstromt wird, und dann nahe dem alten Ortskern am Feuerwehrmagazin unter der Brücke der Wolfgangstraße hindurchgeflossen ist, die zu den Sportplätzen des Dorfes am Nordende der Kanalinsel führt, mündet er von rechts in die eben zur rechten Talseite herübergependelte Tauber zurück.
Der etwa 0,8 km lange und 6–8 m breite Kanal hat einen vergleichsweise gewundenen Verlauf, der in dieser Gestalt auch schon auf einer älteren Karte zu sehen ist, und wird etwa auf der Hälfte seiner Länge von einer schmalen beidseitigen Auwald-Galerie begleitet.

## Geologie, Natur und Schutzgebiete
Der Kanal verläuft auf ganzer Länge in den Auenlehmen, die den Talgrund des Taubertales füllen, während am Hang im Ortsbereich von Distelhausen lössführende Fließerden liegen.
Im kanalbegleitenden Auwaldstreifen dominieren Silber-, Blend- und Bruch-Weiden, die teilweise Ausschläge alter Kopfweiden sind, daneben kommen darin auch Schwarzerlen-, Eschen- und Berg-Ahornbäume vor.
Die laufnahen Teile des Einzugsgebietes liegen, naturräumlich gesehen, im Unterraum Mittleres Taubertal des Tauberlandes, die rechte Randhöhe in dessen Unterraum Großrinderfelder Fläche. Sein Tal- und auch überwiegend sein Hanganteil gehören zum Landschaftsschutzgebiet Main-Tauber-Tal. Es liegt in Gänze im Wasserschutzgebiet vor Dittigheim.

### LUBW
Amtliche Online-Gewässerkarte mit passendem Ausschnitt und den hier benutzten Layern: Mühlkanal Weber-Mühle und Umgebung

Allgemeiner Einstieg ohne Voreinstellungen und Layer: Daten- und Kartendienst der Landesanstalt für Umwelt Baden-Württemberg (LUBW) (Hinweise)
1. ↑  Höhe nach grauer Beschriftung auf dem Hintergrundlayer Topographische Karte.
2. ↑  Länge nach dem Layer Gewässernetz (AWGN).
3. ↑  Fläche abgemessen auf dem Hintergrundlayer Topographische Karte.
4. ↑  Seefläche nach dem Layer Stehende Gewässer.
5. 1 2 3  Schutzgebiete nach den einschlägigen Layern, Natur teilweise nach dem Layer Biotop.

### Andere Belege
1. ↑  Geologie nach den Layern zu Geologische Karte 1:50.000 auf: Mapserver des Landesamtes für Geologie, Rohstoffe und Bergbau (LGRB) (Hinweise)
2. ↑  Horst Mensching, Günter Wagner: Geographische Landesaufnahme: Die naturräumlichen Einheiten auf Blatt 152 Würzburg. Bundesanstalt für Landeskunde, Bad Godesberg 1963. → Online-Karte (PDF; 5,3 MB)